# Vanni Moscon
Vanni Moscon (Villorba, 2 giugno 1956) è un allenatore di calcio ed ex calciatore italiano, di ruolo attaccante.

## Caratteristiche tecniche
Moscon era una seconda punta poco prolifica, spesso affiancata a un cannoniere vero e proprio.

## Carriera

### Giocatore

#### Reggiana e Cavese
Cresciuto nella Reggiana, dopo la partita di esordio con i granata viene ceduto alla Cavese, in Serie C. Rimane nella compagine metelliana fino al 1984, disputando tre stagioni (due in Serie C e una in Serie B) alternate a numerosi prestiti.

#### Salernitana, Rende e Sambenedettese
Nel 1979 è alla Salernitana, dove fa coppia con Gabriele Messina (entrambi prelevati dalla Cavese); l'anno successivo è al Rende, e con i calabresi si fa apprezzare da Nedo Sonetti che lo porta alla Sambenedettese in compartecipazione.
Qui fa il suo debutto in Serie B; inizialmente utilizzato come riserva, in ottobre conquista il posto da titolare scalzando Stefano Garbuglia. Realizza 5 reti come spalla di Stefano Borgonovo, contribuendo alla salvezza dei marchigiani.

### Taranto, Cavese e ritorno alla Sambenedettese e Piacenza
A fine stagione la Cavese lo riscatta alle buste e lo gira al Taranto in Serie C1, prima di tornare tra i cadetti ancora nella Cavese, con cui disputa da titolare il campionato 1983-1984. A fine stagione viene ceduto definitivamente, e fa ritorno alla Sambenedettese, sempre in Serie B, disputando 16 partite; nel successivo mese di ottobre passa al Piacenza, in Serie C1, per sostituire Angelo Crialesi ceduto al Foggia. Con gli emiliani colleziona 19 presenze e una rete, impiegato come alternativa a Gianfranco Serioli e Roberto Simonetta, e conclude il campionato al terzo posto dietro Parma e Modena.

### Pievigina e Chioggia Sottomarina
Nel 1986, ormai trentenne, si riavvicina a casa trasferendosi alla Pievigina, nel Campionato Interregionale. Chiude la carriera con il Clodiasottomarina, sempre in Interregionale.
Ha totalizzato 83 presenze e 9 reti in Serie B, con Cavese e Sambenedettese.

### Allenatore
Terminata la carriera calcistica, intraprende l'attività di allenatore nel Veneto. Ha allenato l'Opitergina e il Fontanafredda, portandolo in Eccellenza; nella stagione 2000-2001 è alla guida del Conegliano, con cui sfiora la promozione in Serie D.
Nel 2002 approda in Serie D con la Pievigina, dove viene esonerato, richiamato ed esonerato nuovamente. In seguito è sulla panchina della Marenese, del Villorba, di nuovo del Fontanafredda (dove rimane fino al 2009) e del Vigonovo Ranzano. Nell'ottobre 2011, dopo aver rifiutato la panchina del Conegliano, viene chiamato sulla panchina del Ponzano, nell'Eccellenza Veneta, e a fine stagione la squadra conquista la salvezza. Nel dicembre 2013 diventa l'allenatore della Fossaltese, nel campionato di Promozione veneta. Nel dicembre 2014 torna alla guida dell'Opitergina. Il 30 settembre 2016, dopo aver ricevuto una squalifica di 4 mesi per presunte offese e minacce all'arbitro nel corso di una partita di campionato, si dimette dall'incarico.

## Palmarès

### Giocatore

#### Competizioni internazionali
- Coppa Anglo-Italiana: 1

Piacenza: 1986